# Rapidanfloden

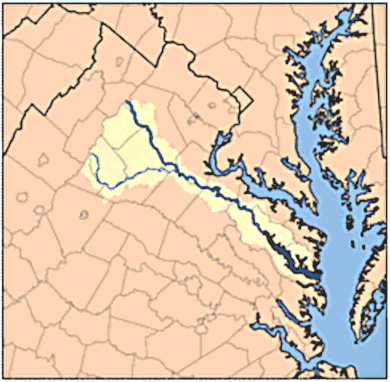
Rappahannockfloden med sin biflod Rapidan. Den nedre flodarmen är Rapidanfloden.

Rapidanfloden (Rapidan River) är en 142 km lång flod i östra Virginia. Den är Rappahannockflodens största biflod.
Under det amerikanska inbördeskriget ägde hårda strider rum vid denna flod och i dess närhet.